# Боржава (заповідне урочище)
Боржа́ва — заповідне урочище місцевого значення в Україні. Розташоване в межах Берегівського і (частково) Виноградівського районів Закарпатської області, на північний схід від села Квасово. 
Площа 153 га. Статус надано згідно з рішенням Закарпатського облвиконкому від 18.10.1983 року № 270, і від 23.10.1984 року № 253 (входить до складу Притисянського регіонального ландшафтного парку). Перебуває у віданні ДП «Виноградівське ЛГ» (Шаланківське л-во, кв. 1, 4, 7, 11, 14). 
Створений з метою охорони частини лісового масиву на правобережжі річки Боржави. Зростає дубово-ясеневий заплавний ліс віком 150—200 років. У трав'яному покриві — рідкісні рослини, занесені до Червоної книги України: білоцвіт літній, крокус Гейфеля, пальчатокорінник бузиновий та інші. 
З фауни трапляються борсук, кіт лісовий, лелека чорний, малий і великий дубовий вусач, жук-олень, а також кабан, сарна, заєць, лисиця та інші.
Входить до складу Регіонального ландшафтного парку «Притисянський».

### Території природно-заповідного фонду у складі ЗУ «Боржава»
Нерідко, оголошенню заповідного урочища передує створення одного або кількох об'єктів природно-заповідного фонду місцевого значення. В результаті, великий ЗУ фактично поглинає раніше створені ПЗФ. Проте їхній статус зазвичай зберігають. 
До складу території заповідного урочища «Боржава» входять такі об'єкти ПЗФ України: 
- Пам'ятка природи місцевого значення «Великій Ліс», ботанічна.